# Hofkirchen bei Hartberg
Hofkirchen bei Hartberg ist eine Katastralgemeinde und ehemalige Gemeinde mit 694 Einwohnern (Stand 1. Jänner 2024) im Gerichtsbezirk Fürstenfeld und im politischen Bezirk Hartberg-Fürstenfeld in der Steiermark (Österreich). Seit 2015 ist sie im Rahmen der steiermärkischen Gemeindestrukturreform mit den Gemeinden Dienersdorf und Kaindorf zusammengeschlossen, die neue Gemeinde führt den Namen „Kaindorf“ weiter.

## Geografie

### Geografische Lage
Hofkirchen bei Hartberg liegt im oststeirischen Hügelland ca. 10 km südwestlich der Bezirkshauptstadt Hartberg und ca. 35 km nordöstlich der Landeshauptstadt Graz. Die Gemeinde grenzt im Norden an den Naturpark Pöllauer Tal. Der Osten des Gemeindegebietes wird von der Pöllauer Safen durchflossen, deren Nebenflüsse die Gemeinde entwässern.

### Gliederung
Die Gemeinde Hofkirchen bei Hartberg bestand nur aus einer gleichnamigen Ortschaft, die einzige Katastralgemeinde heißt Hofkirchen (ohne Zusatz).

## Geschichte
Der Herrenhof von Konrad von Safen, von dem die Besiedlung der umliegenden Gemeinden ausging, befand sich in Hofkirchen. Zu ihm gehörte auch die Kirche Sankt Stephan. Nach dem Aussterben der Herren von Safen im 12. Jahrhundert ging das Eigentum auf die Stubenberger, Neuberger und Stadecker über. Die Stubenberger erhielten das heutige Gemeindegebiet, was 1396 urkundlich durch Nennung der Güter Dreihöf, Moihöf und Hofkirchen erfolgte. 1459 wurde Hofkirchen an die Neuberger verkauft, im Jahre 1504 an die Grundherrschaft Pöllau. 1850 wurde Hofkirchen schließlich eine selbständige Gemeinde. Seit 2007 ist die Gemeinde Teil der Ökoregion Kaindorf.

### Bevölkerungsentwicklung der ehemaligen Gemeinde
| Jahr      | 1869 | 1880 | 1890 | 1900 | 1910 | 1923 | 1934 | 1939 |
| --------- | ---- | ---- | ---- | ---- | ---- | ---- | ---- | ---- |
| Einwohner | 510  | 479  | 517  | 518  | 526  | 517  | 518  | 480  |
| Jahr      | 1951 | 1961 | 1971 | 1981 | 1991 | 2001 | 2011 | 2014 |
| Einwohner | 479  | 503  | 505  | 533  | 597  | 594  | 629  | 639  |

Quelle: Statistik Austria

## Politik

### Ehemalige Bürgermeister
| von  | bis  | Name des Bürgermeisters |
| ---- | ---- | ----------------------- |
| 1854 | 1858 | Johann Gartlgruber      |
| 1858 | 1860 | Johann Amesbauer        |
| 1860 | 1887 | Egidius Haubenhofer     |
| 1887 | 1895 | Matthäus Pußwald        |
| 1895 | 1908 | Josef Hofer             |
| 1908 | 1912 | Franz Schippel          |
| 1912 | 1921 | Franz Krobath           |
| 1921 | 1924 | Franz Schippel          |
| 1924 | 1938 | Johann Gratzer          |
| 1938 | 1945 | Alois Jeitler           |
| 1945 | 1965 | Johann Gratzer          |
| 1965 | 1975 | Peter Gölles            |
| 1975 | 1998 | Josef Trieb             |
| 1998 | 2003 | Johann Safner           |
| 2003 | 2014 | Herbert Mauerhofer      |

### Gemeindevertretung
Der Gemeinderat bestand aus neun Mitgliedern und setzte sich seit der Gemeinderatswahl 2010 aus Mandaten der folgenden Parteien zusammen:
- 8 Mandate Österreichische Volkspartei (ÖVP)
- 1 Mandat Sozialdemokratische Partei Österreichs (SPÖ)

Letzter Bürgermeister war Herbert Mauerhofer (ÖVP). Letzter Vizebürgermeister war Peter Prem (ÖVP).
Die letzten Gemeinderatswahlen brachten die folgenden Ergebnisse:
| Partei          | 2005    | 2005 | 2005    | 2000 | 2000 | 2000 | 1995 | 1995 | 1995 | 1990 | 1990 | 1990 |
| Partei          | Stimmen | %    | Mandate | St.  | %    | M.   | St.  | %    | M.   | St.  | %    | M.   |
| --------------- | ------- | ---- | ------- | ---- | ---- | ---- | ---- | ---- | ---- | ---- | ---- | ---- |
| ÖVP             | 335     | 78   | 8       | 267  | 68   | 7    | 297  | 78   | 8    | 357  | 92   | 9    |
| SPÖ             | 57      | 13   | 1       | 38   | 10   | 0    | 54   | 14   | 1    |      |      |      |
| FPÖ             | 38      | 9    | 0       | 90   | 23   | 2    | 30   | 8    | 0    | 30   | 8    | 0    |
| Wahlbeteiligung | 86 %    | 86 % | 86 %    | 88 % | 88 % | 88 % | 92 % | 92 % | 92 % | 98 % | 98 % | 98 % |

### Wappen
Blasonierung:
In Blau eine wachsende Spitze von Rauten aus Hermelin und roten, silbern facettierten Rauten.
Mit Wirkung vom 1. Jänner 1994 hat die Steiermärkische Landesregierung der Gemeinde Hofkirchen bei Hartberg das Recht verliehen, ein eigenes Wappen zu führen.

### Regionalpolitik
Die Gemeinde gehörte zur LEADER-Region Oststeirisches Kernland und war seit 2007 Teil der Ökoregion Kaindorf.
Am 20. November 2011 stimmten die Wahlberechtigten der Gemeinden Dienersdorf, Ebersdorf, Großhart, Hartl, Hofkirchen bei Hartberg, Kaindorf und Tiefenbach bei Kaindorf darüber ab, ob diese sieben Gemeinden anlässlich der Gemeindestrukturreform der Steiermark 2010–2015 zu einer Großgemeinde zusammengelegt werden sollen. Bei einer Wahlbeteiligung von insgesamt 65,66 % wurden 3351 gültige Stimmen gezählt. Von diesen sprachen sich lediglich 436 Wähler (13 %) für eine Zusammenlegung der Gemeinden aus, während 2915 Wähler (87 %) gegen eine Fusion stimmten. Damit wurde den Plänen der Steiermärkischen Landesregierung eine deutliche Absage erteilt.
Ein Konzept von 2012/13 sah die Fusion von Dienersdorf, Hofkirchen und Kaindorf zu einer Gemeinde von etwa 2.000 Einwohnern vor.

## Wirtschaft und Infrastruktur

### Verkehr
Hofkirchen bei Hartberg liegt abseits der Hauptverkehrsstraßen. Die Straßen ins Pöllauer Tal verlaufen am östlichen und am westlichen Gemeinderand. Die Wechsel Straße B 54 von Hartberg nach Gleisdorf ist etwa drei Kilometer entfernt. Die Entfernung zur Süd Autobahn A 2 von Wien nach Graz beträgt etwa zwölf Kilometer. Sie kann über die Anschlussstelle Sebersdorf/Bad Waltersdorf (126) erreicht werden.

### Bildung
In der Hofkirchen befindet sich eine kleine Volksschule mit circa zehn Schülern je Klassenstufe. Die weiterführenden Schulen befinden sich in Hartberg.

## Kultur und Sehenswürdigkeiten

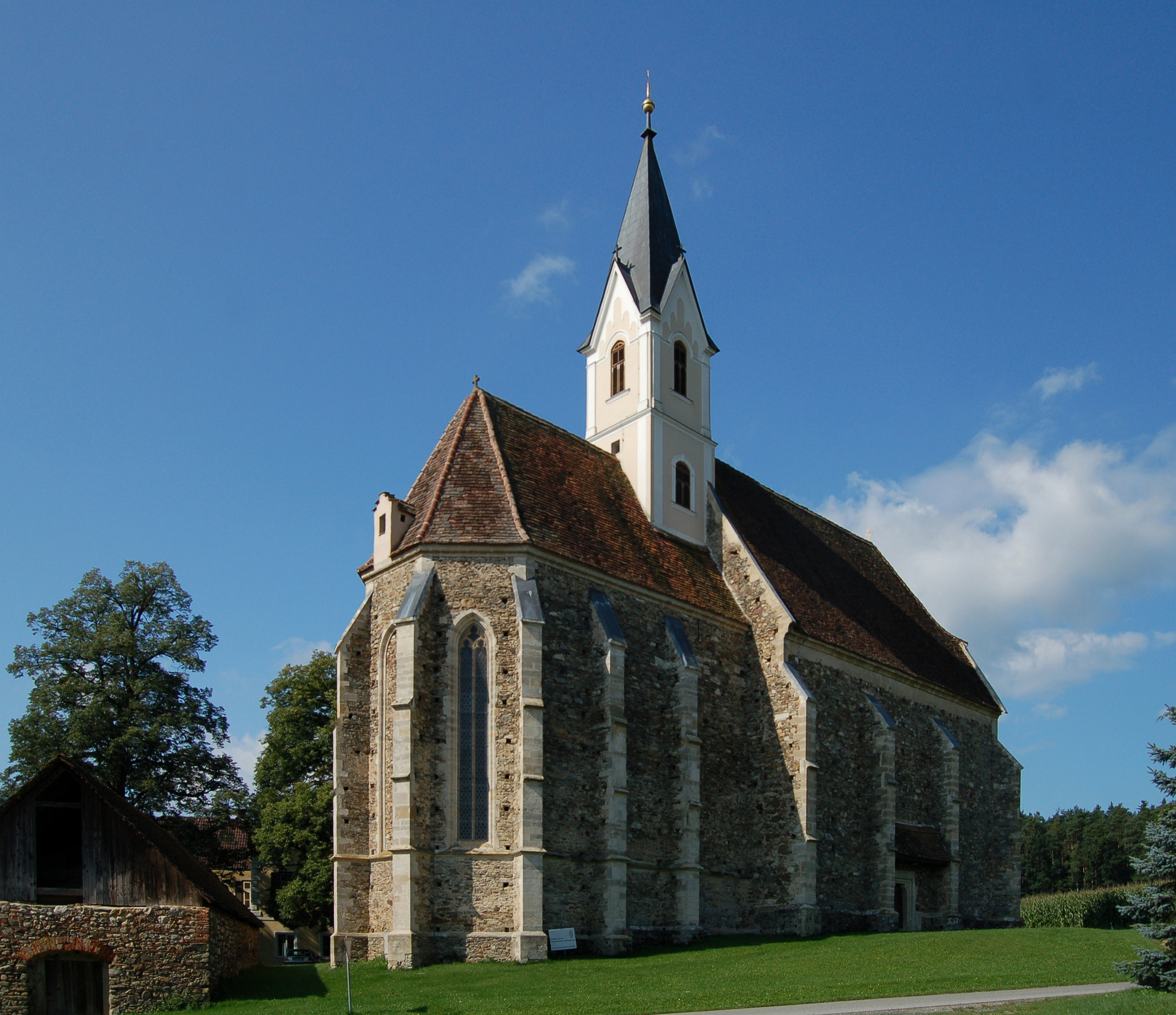
Die gotische Kirche St. Stefan

### Bauwerke
Die gotische Kirche Sankt Stefan wurde im 15. Jahrhundert erbaut und immer wieder erweitert, wobei der gotische Stil erhalten geblieben ist. In den Außenmauern aus Bruchsteinmauerwerk sind die alten Gerüstlöcher noch erkennbar.
Im Chorbereich und den Seitenaltären befinden sich Wandmalereien aus der Mitte des 16. Jahrhunderts. Das heutige Kirchenpflaster stammt aus dem 18. Jahrhundert. Die Sakristei wurde Ende des 18. Jahrhunderts erbaut. Im Turm befinden sich zwei Glocken: eine aus dem 16. Jahrhundert, die andere aus dem Jahr 1925, da ihre Vorgängerin im Ersten Weltkrieg eingeschmolzen worden ist.
Neben der Kirche befindet sich der Eingang zur Frauenhöhle. Vom Zugang ist nur noch ein kurzes Stück erhalten. Die Höhle diente während der Türkenkriege als Versteck für Frauen und Kinder.

### Sport
Im Jahre 2008 fand die Heißluftballon-Weltmeisterschaft der FAI in Hofkirchen statt und wurde durch den örtlichen Ballonsportclub ausgerichtet.